# Euphorbia clavarioides
Euphorbia clavarioides är en törelväxtart som beskrevs av Pierre Edmond Boissier. Euphorbia clavarioides ingår i släktet törlar, och familjen törelväxter. Inga underarter finns listade i Catalogue of Life.